# Meindert Talma
Meindert Talma (Opperdoes, 2 november 1968) is een Nederlandse liedjesschrijver, componist en toetsenist. Hij trad jarenlang op als muzikant met zijn begeleidingsband the Negroes. Hij schreef en componeerde de nummers zelf.

## Biografie
Talma groeide op binnen een gereformeerd onderwijzersgezin in Surhuisterveen. Hij nam later afstand van het geloof, maar voelt in 2025 nog steeds een ondergrond daarin. In zijn jeugd deed hij eigenlijk tegen zijn zin aan korfbal bij KV It Fean, want hij voetbalde liever. De muziek begon al ook vroeg toen hij thuis kon oefenen en spelen op een Johannus, later werd dat een Yamaha Electone; beide waren elektronische orgels voor thuis. Die Electone is nog te horen op zijn debuutalbum. 
In 1995 lieten enkele vrienden van Meindert Talma, die destijds in Groningen studeerde, een van zijn thuisopnames op plaat zetten bij wijze van verjaardagscadeau. Het nummer werd onverwacht populair en maakte van hem een held in het Groningse muziekleven. Talma kon twee jaar later dan ook met een aantal bevriende muzikanten (die als grap de naam "the Negroes" voerden ) een debuutalbum opnemen, Hondert punten.
In 1998 werd het album Ferhûddûker opgenomen in de Pet Sound studio. Jan Heddema verzorgde de productie. Hooverflag bracht het album uit. Op dit album werd voor het eerst formeel melding gemaakt van de begeleidingsband onder de naam Meindert Talma & the Negroes. De bezetting was toen Janke Brands (basgitaar), Janpier Brands (drums, gitaar) en Nyk de Vries (gitaar, drums).
Dammen met Ome Hajo is het derde album van Meindert Talma & the Negroes. Opnames vonden plaats in Studio Sound Enterprise met producer Frans Hagenaars. Het album functioneerde als soundtrack voor een boek met dezelfde titel, geschreven door Talma. De plaat werd uitgebracht in 1999 op het label Excelsior Recordings. Het album en het boek zijn gebaseerd op Talma’s herinneringen uit zijn jeugd en zijn studententijd in Groningen.
Talma & the Negroes namen begin 2001 het album Leave Stumper op. Frans Hagenaars nam wederom de productie op zich. Het album werd uitgebracht in november en bevatte een speciaal cd-boekje met illustraties van Gummbah en Jeroen de Leijer. In mei verving Ben Onderstijn drummer Nyk de Vries, echter niet voor lang; De Vries keerde eind 2002 weer terug in de band.
Voor zijn volgende album riep Talma de hulp in van bevriende muzikanten die ook werkzaam waren voor Excelsior Recordings. Anne Soldaat (gitaar), Jeroen Kleijn (drums) en Cor van Ingen (basgitaar) verleenden hun diensten. Ook dit album ging vergezeld van een boek, uitgebracht door uitgeverij Thomas Rap. De covers van het album en het boek werden gemaakt door Peter Pontiac. De plaat, getiteld Kriebelvisje werd uitgebracht in maart 2003. Hoewel voor de plaat andere muzikanten waren ingehuurd, vroeg hij voor de daaropvolgende concertreeks The Negroes wel om de begeleiding te verzorgen. Naast de bandoptredens speelde Talma tevens solo als supportact voor Spinvis tijdens diens theatertour.
Met het liedje Callgirl debuteerde Talma met zijn Engelstalige project genaamd Tamango. Het nummer verscheen op het compilatiealbum 'The Pet Series volume 3'. Hiernaast nam Talma begin 2004 ook een cover op van Someone Loves You Honey (June Lodge) voor de compilatie More Than A Woman. In oktober wonnen Meindert Talma & the Negroes het Friese songfestival Liet met het lied Dunsje wyldekat dunsje. Dit nummer verscheen ook op de vijfde, titelloze uitgave van Meindert Talma & The Negroes, opnieuw bij Excelsior Recordings. Ditmaal was de productie in eigen hand en werd opgenomen in Drachtstercompagnie. Met het nummer Datst du net mear bestiest werkten Meindert Talma & the Negroes mee aan het benefietproject Schaamte en woede dat was ontstaan uit protest tegen de uitzetting van een Iraanse muzikant.
Op 11 januari 2006 was de première van Iemand moet het doen/Ien moat it dwaan in het Grand Theatre, Groningen. In deze eerste theatershow van Meinder Talma & the Negroes werd samen met videokunstenaar Jan Klug een filmisch liefdesverhaal tot leven gebracht.
Later dat jaar, in december, werd album nummer zes, Nu geloof ik wat er in de bijbel staat uitgebracht. Het album werd opgenomen in een verlaten kerk in Luchtenveld bij Drachtstercompagnie en bevatte bewerkingen van oude Amerikaanse traditionals. Talma selecteerde twaalf nummers van The Anthology of American Folk Music en gaf vervolgens zijn eigen draai aan deze liedjes. Het feest ter gelegenheid van de lancering van het album vond plaats in Vera, Groningen en was tevens een viering van het tienjarige bestaan van Meindert Talma & the Negroes.
In de zomer van 2010 werd bekend dat Meindert Talma & the Negroes waren gestopt. Meindert Talma ging verder met zijn nieuwe projecten: Ausputzer, Meindert Talma en de Snakkers (2011) en Meindert Talma en de Rode Kaarten (2012). 
In januari 2019 heeft Meindert het album Balsturig uitgebracht, met een elftal liedjes over voetbal. Hij zingt over o.a. Johan Cruijff, Robin van Persie, Abe Lenstra, Dick Nanninga, Louis van Gaal, Jan Blijham en Fritz Korbach. In november 2019 bracht hij ook het album De Domela Passie uit over het leven van Domela Nieuwenhuis. Het was een album met een daaraan gekoppelde tournee, die hem uiteindelijk naar Paradiso (familie van Domela Nieuwenhuis zat in de zaal) en het openluchttheater van Nij Beets waarbij Freek de Jonge als spreker optrad. 
Meindert Talma trad zesmaal op televisie op in het programma De Wereld Draait Door. In 2023 nam Talma deel aan De slimste mens. Hij was al snel uitgeschakeld. Zijn aanwezig ouders vielen daarbij van de tribune, een lange medische nasleep volgde. 

## Discografie

### Albums
| Album met eventuele hitnotering(en) in de Nederlandse Album Top 100 | Datum van verschijnen | Datum van binnenkomst | Hoogste positie | Aantal weken | Opmerkingen |
| ------------------------------------------------------------------- | --------------------- | --------------------- | --------------- | ------------ | --- |
| Hondert punten                                                      | 1996                  | -                     |                 |              | |
| Ferhûddûker                                                         | 1998                  | -                     |                 |              | |
| Dammen met Ome Hajo                                                 | 1999                  | -                     |                 |              | Verscheen met de gelijknamige (debuut)roman van Meindert Talma |
| Leave stumper                                                       | 2001                  | -                     |                 |              | |
| Kriebelvisje                                                        | 2003                  | -                     |                 |              | |
| Meindert Talma & the Negroes                                        | 2005                  | -                     |                 |              | |
| Nu geloof ik wat er in de bijbel staat                              | 2006                  | -                     |                 |              | |
| Tamango                                                             | 2009                  | 02-05-2009            | 58              | 1            | Later maakte regisseur René Duursma hier een gelijknamige film bij |
| De zee roept                                                        | 2011                  | 15-05-2011            |                 |              | Samenwerking met Beeldend kunstenares/fotografe Tryntsje Nauta |
| Eenmaal Oranje                                                      | 2012                  | 11-06-2012            |                 |              | Met de Rode Kaarten N.a.v. het gelijknamige boek van Karel Smouter en Remko den Boef |
| Kelderkoorts                                                        | 2013                  | 15-10-2013            |                 |              | Soloalbum met bijdragen van Ausputzer en de Snakkers. Uitgegeven in combinatie met het gelijknamige boek "Kelderkoorts"                                                                                     |
| WERKMAN                                                             | 2015                  | 01-06-2015            |                 |              | Meindert Talma & The Melisma Saxophone Quartet. In opdracht van Stichting Werkman 2015 schreef en componeerde Meindert Talma een liederencyclus over de legendarische Groningse kunstenaar Hendrik Werkman. |
| Jannes van der Wal                                                  | 02-09-2016            |                       |                 |              | Conceptalbum over dammen vanwege de geboorte 60 jaar geleden en het overlijden 20 jaar geleden van damlegende Jannes van der Wal                                                                            |
| Je denkt dat het komt                                               | 24-11-2017            |                       |                 |              | |
| Balsturig                                                           | 17-01-2019            |                       |                 |              | Conceptalbum over voetbal met o.a. liedjes over Johan Cruijff, Louis van Gaal, Dick Nanninga, Jan Blijham, Fritz Korbach en Abe Lenstra.                                                                    |
| De Domela Passie                                                    | 18-11-2019            |                       |                 |              | Conceptalbum over Domela Nieuwenhuis. |
| Minna                                                               | 07-05-2021            |                       |                 |              | |
| Schandalig                                                          | 24-03-2023            |                       |                 |              | Met De Jonge Boschfazant en Das Audio Combo |